# Simulium guerreroi
Simulium guerreroi är en tvåvingeart som beskrevs av Ramirez-perez 1971. Simulium guerreroi ingår i släktet Simulium och familjen knott.
Artens utbredningsområde är Venezuela. Inga underarter finns listade i Catalogue of Life.